# Aleksandr Kazancew
Aleksandr Stiepanowicz Kazancew, ros. Александр Степанович Казанцев, ps. „Gieorgij Kato” (ur. w 1908 r. w Czelabińsku, zm. w 1963 r. w RFN) – rosyjski emigracyjny publicysta i działacz polityczny, członek oddziału propagandy Komitetu Wyzwolenia Narodów Rosji i jednocześnie faktyczny redaktor jego pisma „Воля народа” pod koniec II wojny światowej, główny redaktor rosyjskiej sekcji monachijskiego radia „Свобода”.

## Życiorys
W okresie wojny domowej z bolszewikami wstąpił do korpusu kadetów we Władywostoku. W 1922 r. ewakuował się wraz z innymi słuchaczami do Szanghaju.
W 1924 r. zamieszkał w Królestwie SHS. Ukończył prawo na Uniwersytecie w Belgradzie. W 1930 r. wstąpił do Narodowego Związku Pracujących (NTS). Redagował główny organ prasowy NTS „За Россию” i pismo „Огни”. Jednocześnie grał w Belgradzie w zespole muzycznym.
W okresie II wojny światowej podjął współpracę z Niemcami. W 1941 r. z ramienia NTS przyjechał do Berlina. Prowadził działalność propagandową wśród sowieckich jeńców wojennych. Wstąpił do rosyjskiego ruchu wyzwoleńczego gen. Andrieja A. Własowa. W listopadzie 1944 r. wszedł w skład oddziału propagandy Komitetu Wyzwolenia Narodów Rosji (KONR). Jednocześnie do lutego 1945 r. redagował pismo KONR „Воля народа”. Zagrożony aresztowaniem przez Gestapo wyjechał z Berlina.
Po zakończeniu wojny zamieszkał w zachodnich Niemczech. Ponownie działał w NTS. Był autorem książki pt. „Третья сила. Россия между нацизмом и коммунизмом” (Monachium 1952). W latach 1957–1961 był głównym redaktorem rosyjskiej sekcji radia „Свобода” w Monachium.
Zmarł w 1963 r.